# Bad Breisig

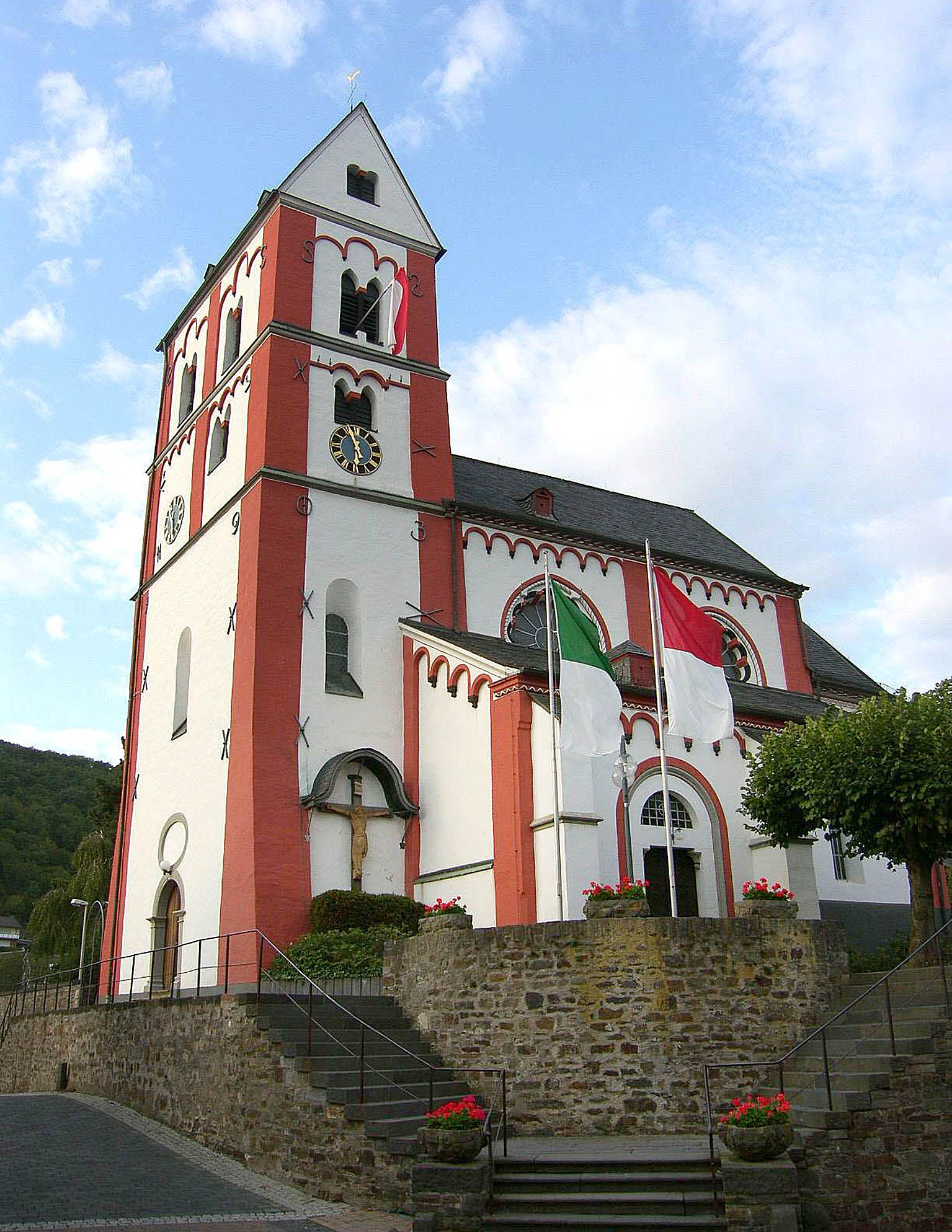
Die spätromanische Pfarrkirche St. Viktor in Oberbreisig

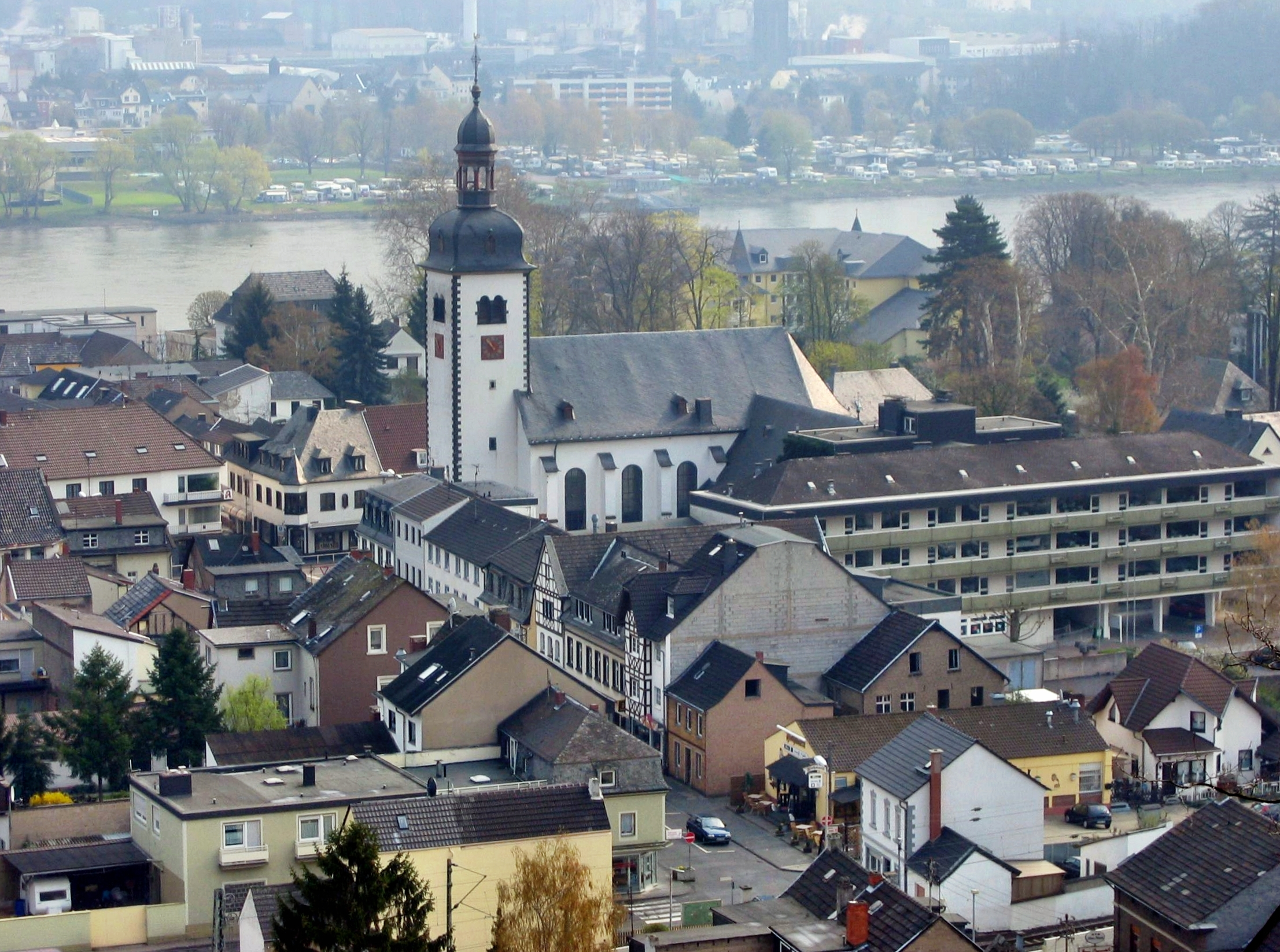
Blick auf Bad Breisig

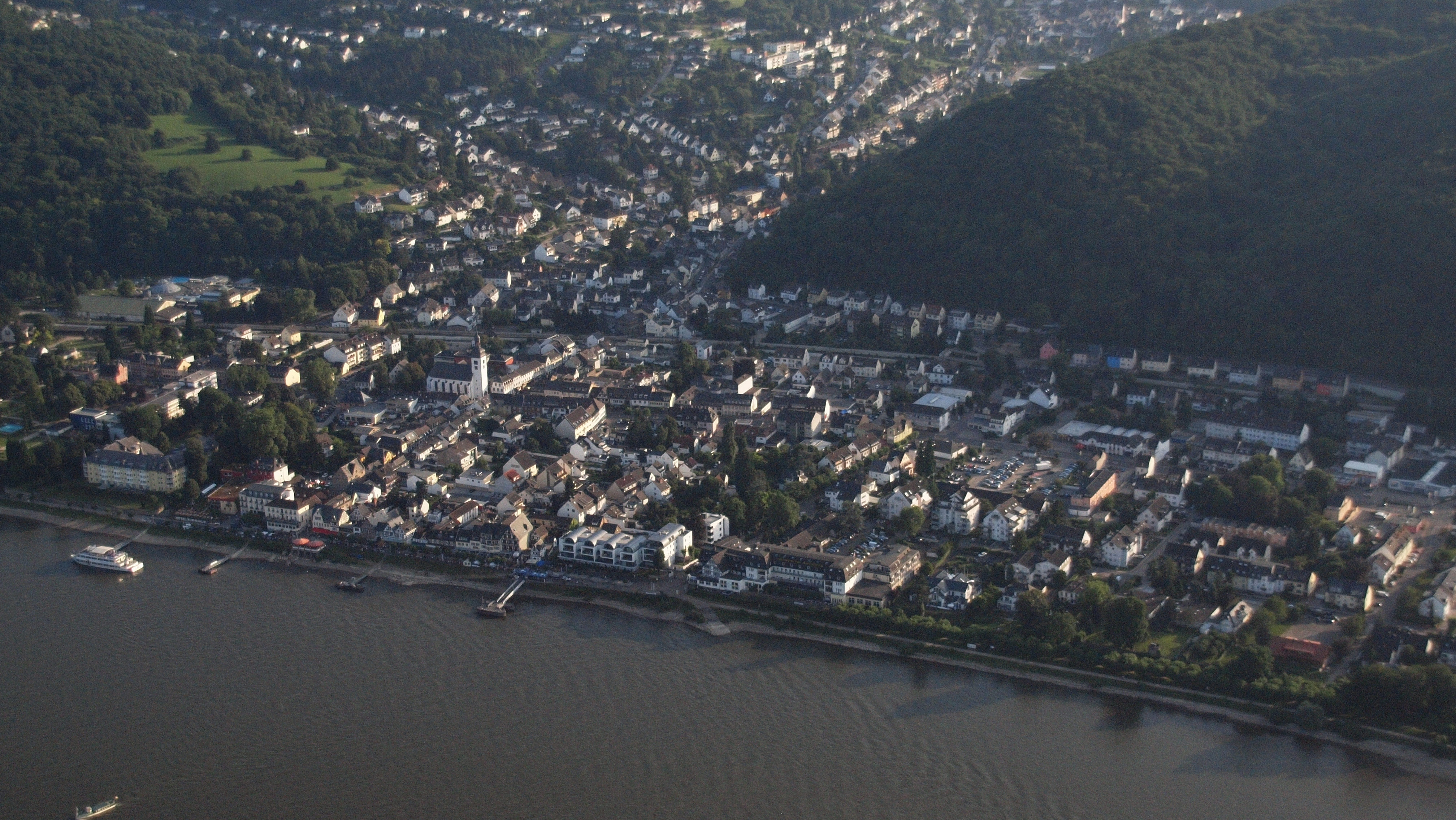
Bad Breisig aus nordöstlicher Richtung

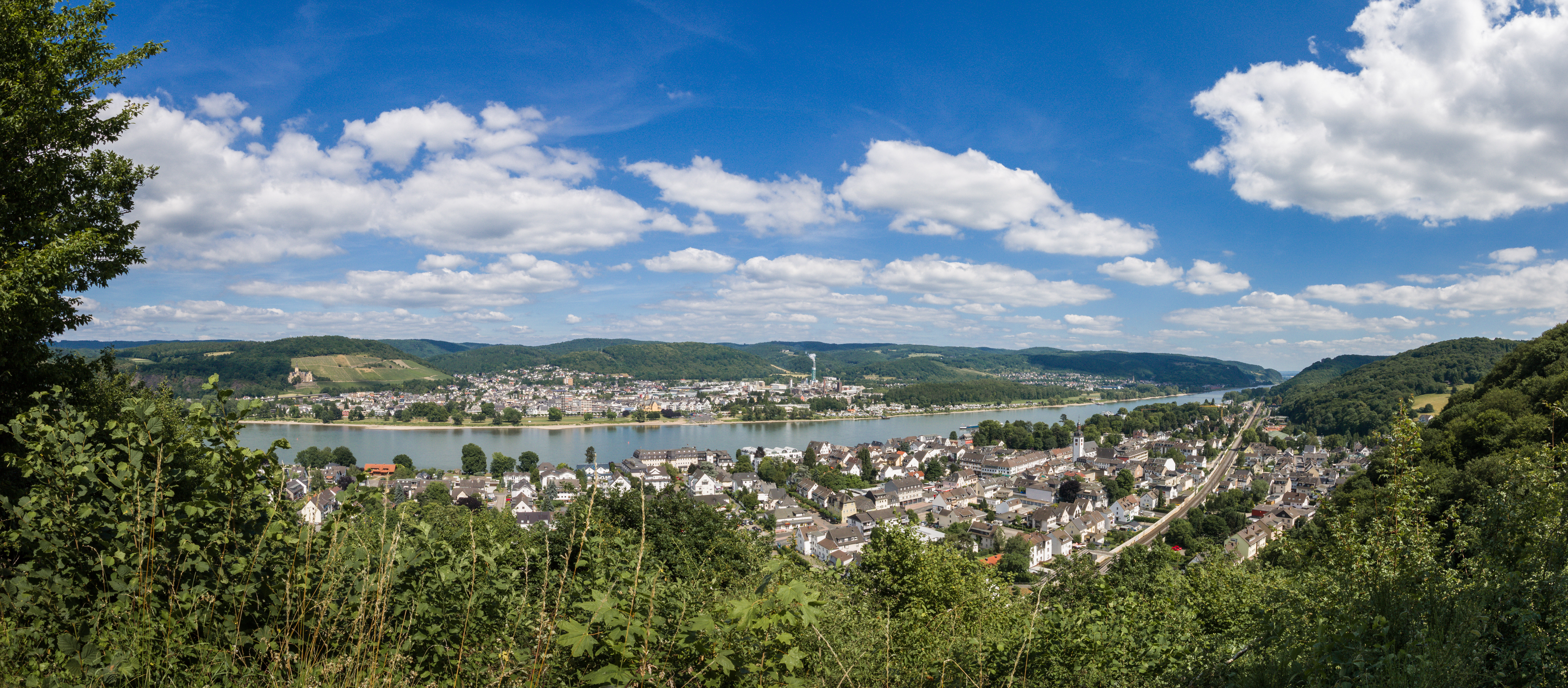
Panoramabild: Bad Breisig und Bad Hönningen

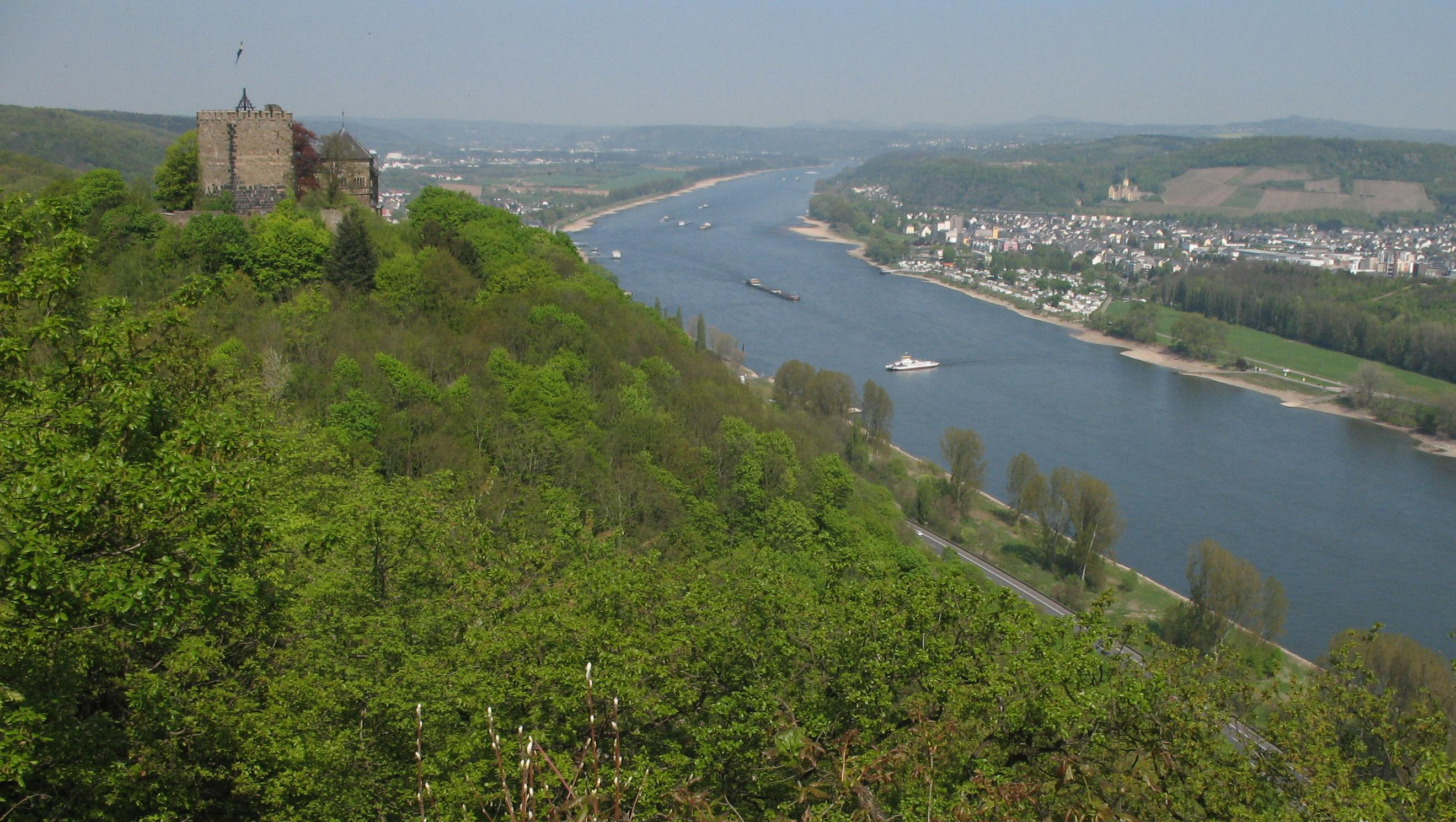
Burg Rheineck (und Bad Hönningen)

Bad Breisig ist eine Kurstadt und ein staatlich anerkanntes Heilbad im Landkreis Ahrweiler in Rheinland-Pfalz. Sie ist Verwaltungssitz der gleichnamigen Verbandsgemeinde, der die Stadt angehört. Bad Breisig ist gemäß Landesplanung als Grundzentrum ausgewiesen.

## Geographie

### Lage
Die Stadt liegt linksrheinisch am nördlichen Mittelrhein, ca. 30 Kilometer südöstlich von Bonn. Sie gliedert sich in die Stadtteile Oberbreisig, Niederbreisig und Rheineck. Zum Stadtteil Niederbreisig gehören auch die Wohnplätze Auf dem hohen Rech, Glasfabrik, Haus Mohr, Kesselberg, Wohnplatz Weiler, Haus Rabenkopf und Goldene Meile; zum Stadtteil Oberbreisig die Wohnplätze Heiligental, Lieshof, Mönchsheide, Auf Wallers und Josefshof; zum Stadtteil Rheineck die Burg Rheineck und das Waldgut Rheineck.
In Bad Breisig mündet der Frankenbach in den Rhein.

## Geschichte
Bad Breisig liegt nördlich der Mündung des Vinxtbaches, dem Grenzbach zwischen den beiden römischen Provinzen Nieder- und Obergermanien, in den Rhein. Frühe Besiedlungsspuren stammen aus der späten Altsteinzeit wie Ausgrabungen des Forschungsbereichs Altsteinzeit des Römisch-Germanischen Zentralmuseums (Mainz) zeigten.
Der Name „Breisig“ (lat. Brisiacum) ist keltischen Ursprungs. Reiche Funde aus zwei Gräberfeldern weisen auf die Bedeutung des Siedlungsplatzes Oberbreisig zur Zeit der Landnahme der Franken hin.
Ein „Brismike“, das in einer Schenkungsurkunde König Zwentibolds, König von Lotharingien, an das Reichsstift Essen unter der Äbtissin Wicburg erwähnt wurde, meint nicht Breisig, sondern – mit anderen Dörfern zusammen – ein Gebiet in der Gegend um das heutige Erkelenz. Gesichert ist, dass das „Breisiger Ländchen“ dem Stift zur Zeit der Äbtissin Mathilde (971–1011) geschenkt wurde. Das „Ländchen“, zu dem die Orte Niederbreisig, Oberbreisig, Gönnersdorf, Niederlützingen, Oberlützingen, Brohl und ein Teil von Rheineck gehörten, war territorial selbständig, doch der Herzog von Jülich übte seit dem Spätmittelalter die Vogtrechte aus.
Erstmals 1215 ist in „Brysich“ eine Niederlassung der Tempelritter anlässlich einer Schenkung vom Florinsstift zu Koblenz erwähnt. Diese entwickelte sich in den kommenden Jahrzehnten zu einer der wichtigsten Kommenden des Ordens. In der Donatuskapelle des Ordens befand sich eine Kreuzreliquie, die die Templer aus Outremer mitgebracht hatten, und die heute in der Pfarrkirche St. Marien verwahrt wird. Mit der Verfolgung und Aufhebung des Ordens von 1307 bis 1312 gingen die Besitzungen ins Kirchengut über, die Johanniter übernahmen für die nächsten 500 Jahre die Besitzungen der Templer. Erhalten hat sich lediglich die Bezeichnung eines Hauses an der Koblenzer Straße als Templerhof.
Unter der Fürstäbtissin Berta von Arnsberg (1241–1292) wurde der Ort gegen 1280 mit Graben und Ringmauer befestigt. Das erste Breisiger Siegel ist für 1356 bekundet. 1374 erhielt Breisig von Kaiser Karl IV. Marktrechte. Die Pfarrkirche war zu dieser Zeit die Kirche St. Viktor in Oberbreisig.
Im Herbst 1568 wird Breisig in die Kriegswirren des Unabhängigkeitskrieges der Niederlande gegen die spanische Fremdherrschaft hineingezogen. Breisig diente als Rückzugsort für die Truppen des Prinzen von Oranien.
Das Breisiger Ländchen verblieb bei Essen und Jülich bis zum Einmarsch der französischen Revolutionstruppen 1794. Nach dem Wiener Kongress 1815 wurde es preußisch.
Nach dem Zweiten Weltkrieg kamen die heute zu Bad Breisig gehörenden Ortschaften zum damals neu gebildeten Land Rheinland-Pfalz. In Niederbreisig kamen im Sommer 1949 etwa 150 Flüchtlinge und Heimatvertriebene, die dem Land Nordrhein-Westfalen zugeteilt waren, in dem dafür instandgesetzten Niederbreisiger Rheinhotel unter. Sie arbeiteten in Bad Godesberg und hatten zuvor im dortigen Rheinhotel Dreesen gewohnt, das für das französische Hochkommissariat geräumt werden musste.
Am 5. Mai 1958 erhielt Niederbreisig den Titel „Bad“, die Kuranlagen gehen jedoch bereits auf die Erbohrung der warmen Quellen 1914 zurück. Bad Breisig wurde am 7. Juni 1969 aus den bis dahin selbständigen Gemeinden Bad Niederbreisig (3718 Einwohner), Oberbreisig (1616) und Rheineck (251) neu gebildet. Am 2. Mai 1970 erhielt Bad Breisig die Stadtrechte.
Im Jahr 1972 wurde der geplante Bau eines Kernkraftwerkes im Großraum Koblenz bekannt, als einer der möglichen Standorte wurde dabei auch die Goldene Meile zwischen Bad Breisig und Sinzig genannt. Aus Gründen des Trinkwasserschutzes musste diese Planung allerdings später aufgegeben werden, stattdessen wurde das Kernkraftwerk Mülheim-Kärlich realisiert.
Die Stadt lebt vom Kurbetrieb und Tourismus. Sie profitiert von ihrer Lage am Rhein und ihrer geografischen Nähe zu Koblenz und Bonn sowie Köln; insoweit ist sie auch beliebtes Tagesausflugsziel. Der traditionelle Kurbetrieb befindet sich in Umgestaltung zu einem zeitgenössischen Ansprüchen entsprechenden Erholungszentrum mit Wellness-, Fitness- und Sportangeboten.

### Einwohnerstatistik
Die Entwicklung der Einwohnerzahl von Bad Breisig, bezogen auf das heutige Stadtgebiet. Die Werte von 1871 bis 1987 beruhen auf Volkszählungen:
| Bad Breisig: Einwohnerzahlen von 1815 bis 2024 | Bad Breisig: Einwohnerzahlen von 1815 bis 2024 | Bad Breisig: Einwohnerzahlen von 1815 bis 2024 | Bad Breisig: Einwohnerzahlen von 1815 bis 2024 | Bad Breisig: Einwohnerzahlen von 1815 bis 2024 |
| ---------------------------------------------- | ---------------------------------------------- | ---------------------------------------------- | ---------------------------------------------- | ---------------------------------------------- |
| Jahr                                           |                                                |                                                |                                                | Einwohner                                      |
| 1815                                           | 1815                                           |                                                | 1.341                                          | 1.341                                          |
| 1835                                           | 1835                                           |                                                | 1.891                                          | 1.891                                          |
| 1871                                           | 1871                                           |                                                | 1.953                                          | 1.953                                          |
| 1905                                           | 1905                                           |                                                | 2.244                                          | 2.244                                          |
| 1939                                           | 1939                                           |                                                | 2.735                                          | 2.735                                          |
| 1950                                           | 1950                                           |                                                | 3.546                                          | 3.546                                          |
| 1961                                           | 1961                                           |                                                | 4.396                                          | 4.396                                          |
| 1970                                           | 1970                                           |                                                | 5.383                                          | 5.383                                          |
| 1987                                           | 1987                                           |                                                | 6.908                                          | 6.908                                          |
| 1997                                           | 1997                                           |                                                | 8.798                                          | 8.798                                          |
| 2005                                           | 2005                                           |                                                | 9.010                                          | 9.010                                          |
| 2011                                           | 2011                                           |                                                | 8.853                                          | 8.853                                          |
| 2017                                           | 2017                                           |                                                | 9.369                                          | 9.369                                          |
| 2022                                           | 2022                                           |                                                | 9.740                                          | 9.740                                          |
| 2024                                           | 2024                                           |                                                | 9.623                                          | 9.623                                          |
|                                                |                                                |                                                |                                                |                                                |

### Konfessionsstatistik
Mit Stand 30. Juni 2005 waren von den Einwohnern 53,7 % römisch-katholisch, 17,9 % evangelisch und 28,4 % waren konfessionslos oder gehörten einer anderen Glaubensgemeinschaft an. Die Anteil der Katholiken und Protestanten an der Gesamtbevölkerung ist seitdem beträchtlich gesunken. Ende November 2024 hatten 35,4 % der Einwohner die katholische und 12,2 % die evangelische Konfession. 52,3 % gehörten entweder einer anderen Glaubensgemeinschaft an oder waren konfessionslos.

## Politik

### Stadtrat
Der Stadtrat in Bad Breisig besteht aus 24 Ratsmitgliedern, die bei der Kommunalwahl am 9. Juni 2024 in einer personalisierten Verhältniswahl gewählt wurden,  und dem ehrenamtlichen Stadtbürgermeister als Vorsitzendem.
Die Sitzverteilung im Stadtrat:
| Wahl | SPD | CDU | Grüne | AfD | FDP | Linke | FWG | Gesamt   |
| ---- | --- | --- | ----- | --- | --- | ----- | --- | -------- |
| 2024 | 5   | 9   | 2     | 2   | 1   | –     | 5   | 24 Sitze |
| 2019 | 7   | 8   | –     | –   | 2   | 1     | 6   | 24 Sitze |
| 2014 | 8   | 11  | –     | –   | 1   | –     | 4   | 24 Sitze |
| 2009 | 6   | 12  | –     | –   | 2   | –     | 4   | 24 Sitze |
| 2004 | 8   | 11  | –     | –   | 2   | –     | 3   | 24 Sitze |

- FWG = Freie Wählergruppe Verbandsgemeinde Bad Breisig e. V.

### Stadtbürgermeister
Marcel Caspers wurde am 14. Juli 2021 Stadtbürgermeister von Bad Breisig. Bei der Direktwahl am 11. Juli 2021 war er mit einem Stimmenanteil von 82,8 % gewählt worden. Da er bereits Bürgermeister der Verbandsgemeinde ist, führt er die beiden Ämter nun in Personalunion. Bei der Kommunalwahl 2024 wurde Caspers als einziger Bewerber mit 84,3 % der Stimmen wiedergewählt. Die Wahlbeteiligung lag bei 53,9 %.
Der Vorgänger von Caspers, Udo Heuser, hatte 2019 das Amt von Gabriele Hermann-Lersch (CDU) übernommen. Er war bei einer nötigen Neuwahl am 25. August 2019 gewählt worden, nachdem Amtsinhaberin Hermann-Lersch bei der regulären Wahl im Mai nicht die notwendige Mehrheit von 50 Prozent der Stimmen erzielen konnte. Im April 2021 trat er nach Kritik an seiner Amtsführung mit sofortiger Wirkung zurück.

## Kultur und Sehenswürdigkeiten

### Bauwerke
Die Pfarrkirche St. Viktor im Ortsteil Oberbreisig wurde 1041 erstmals urkundlich erwähnt. Sie ist die Mutterkirche des „Breisiger Ländchens“. Die heutige spätromanische Kirche entstand zwischen 1220 und 1240. Fresken aus dem 14./15. Jahrhundert sind erhalten, die Ausstattung ist im Übrigen barock.
Die barocke Kirche St. Marien (1717–1725) ist ein einschiffiger Hallenbau in gotisierenden Formen mit quadratischem Turm und Haube.
Im klassizistischen Rathaus (1873/1874), das seit 1988 als solches nicht mehr genutzt wird, ist ein Puppenmuseum mit über 400 Exponaten (größtenteils 1860 bis 1920) eingerichtet.
Die evangelische Pfarrkirche stammt von 1901.
Bad Breisig verfügt über eine Vielzahl denkmalgeschützter Gebäude vom 17. Jahrhundert bis zur Gründerzeit. Das historisch bedeutsamste ist der Templerhof; der bestehende Bau, in dem ein Restaurant eingerichtet ist, stammt von 1657, ein Vorläufer wurde jedoch bereits 1215 urkundlich erwähnt. Historisch in Bad Breisig ist auch die Brücke „Pont de Wagram“ aus der napoleonischen Zeit.

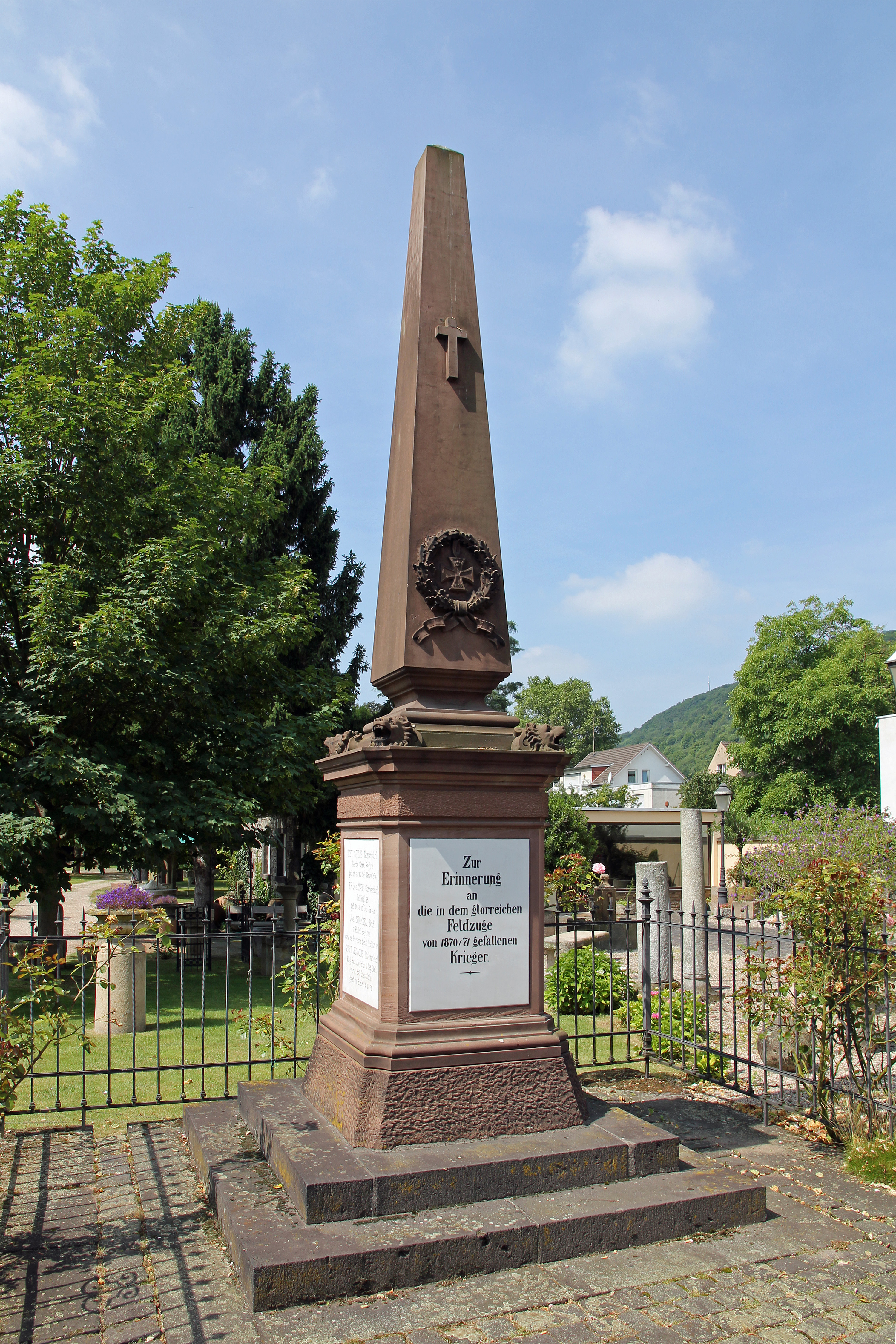
Kriegerdenkmal
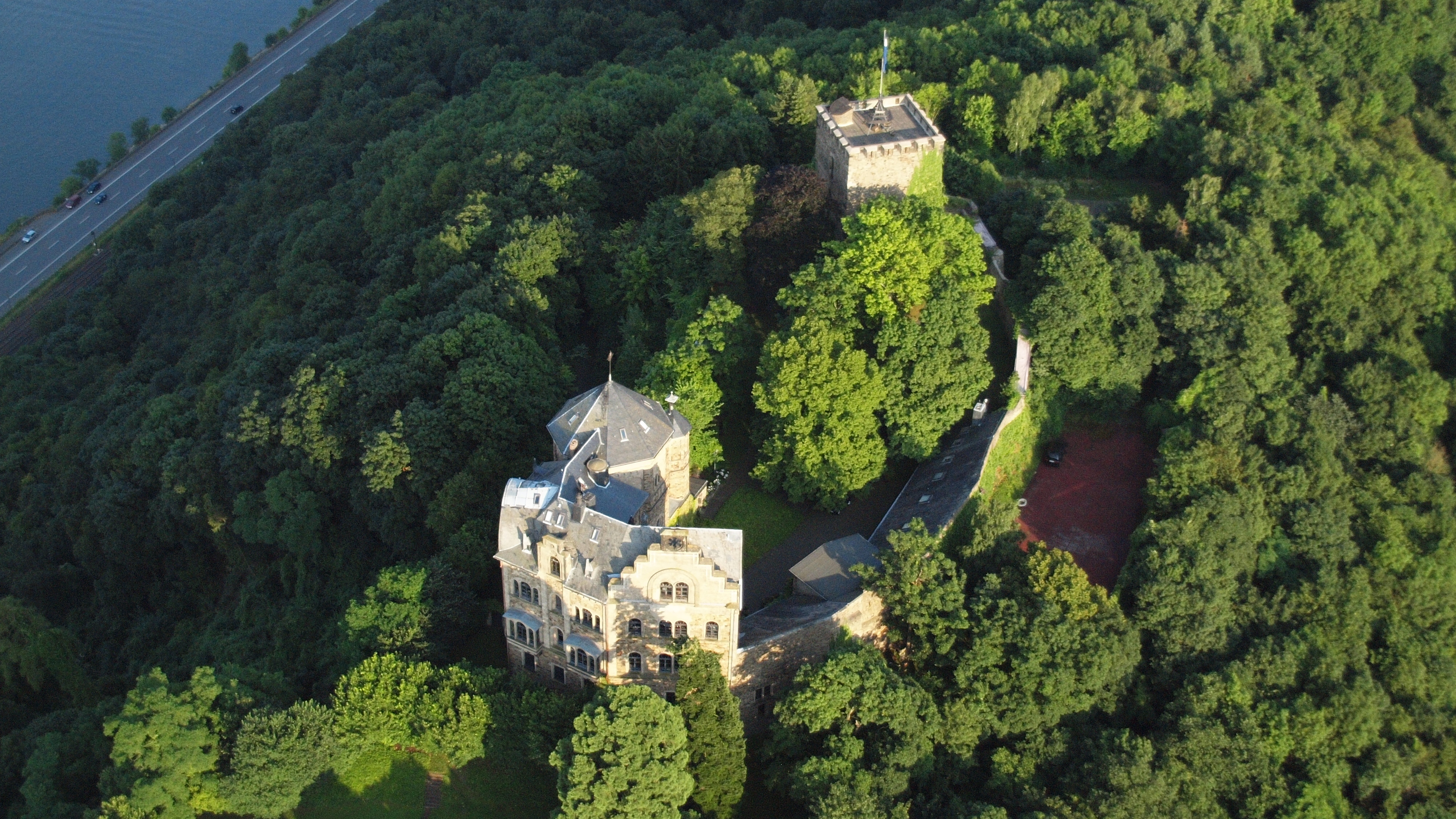
Burg Rheineck aus nordwestlicher Richtung
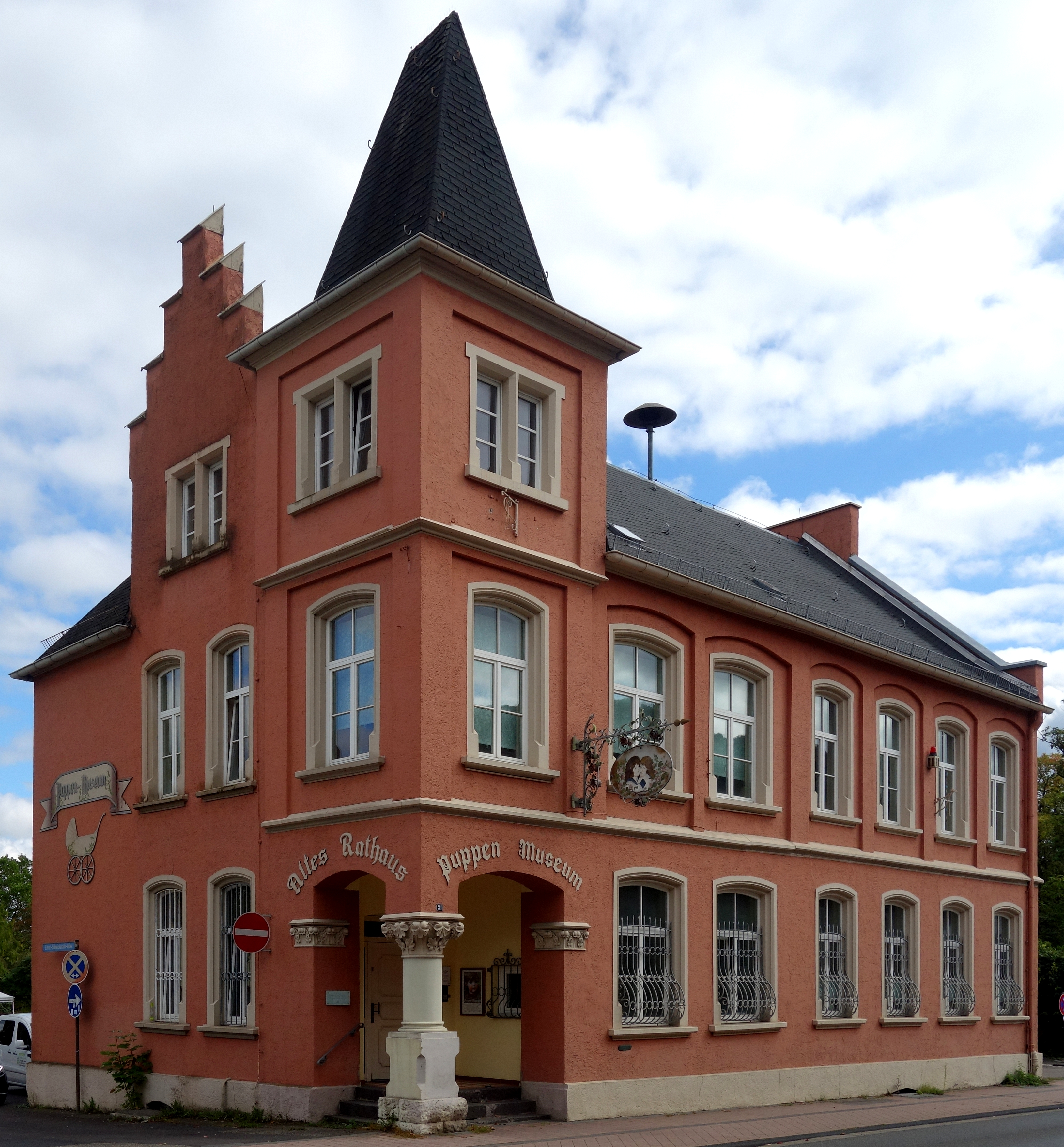
Puppenmuseum im Alten Rathaus

### Kurbad und Kuranlagen
Die Erbohrung der ersten 34 °C warmen Thermalquelle (stündlich 70.000 Liter Schüttung) gelang im April 1914 nach zweijährigen Versuchen Peter Lang und seinem Sponsor Baron Maximilian von Geyr zu Schweppenburg (nach ihm Geyrquelle genannt). Mit dem Wasser einer zweiten, 1927 erbohrten Quelle (Marienquelle) mit einer Schüttung von 200.000 l stündlich wurde in Rheinnähe 1928 das erste Thermalschwimmbad errichtet und das Kurhaus in den Räumlichkeiten der Villa Oehme, einem ehemaligen Erholungsheim der Breisiger Freimaurer und späteren Residenz eines dänischen Generalkonsuls, eröffnet.
Der Kurpark weist heute noch den historischen Baumbestand der einstigen Villa auf. Die ältesten Exemplare sind bezeichnet und erklärt. Das Kurhaus wurde 1975 umgebaut und erweitert.
Der Kurbetrieb hatte sich 1936 unter dem lokalen Unternehmer Johann Martin Schuh mit der Errichtung des Heilbäderhauses Geyrsprudel anstelle des ursprünglichen kleinen Fachwerk-Badehauses aus der Weimarer Republik erweitert. Sein Sohn Willy errichtete 1961 ein neues Thermalbad, nachdem die Marienquelle im Zweiten Weltkrieg durch Erderschütterungen zugeschüttet worden und das alte Bad nicht mehr nutzbar war (dieses ist heute nicht mehr vorhanden). Das neue Bad von 1961 wurde im Dezember 1991 zu den Römer-Thermen, einem Wellness-Bad mit Saunalandschaft, umgebaut, 2009 erneut modernisiert und mit römischem Ambiente versehen.
Kurhaus und Kurhotel waren 2005 insolvent und mussten geschlossen werden. Im Januar 2011 wurde das historische Kurhaus abgerissen, nachdem die Stadt seine Sanierung als unrentabel verworfen hat. Der Erweiterungsbau von 1975 wurde verkauft und soll einer neuen Nutzung (Eigentumswohnungen, Café und Sitz der Touristeninformation) zugeführt werden.

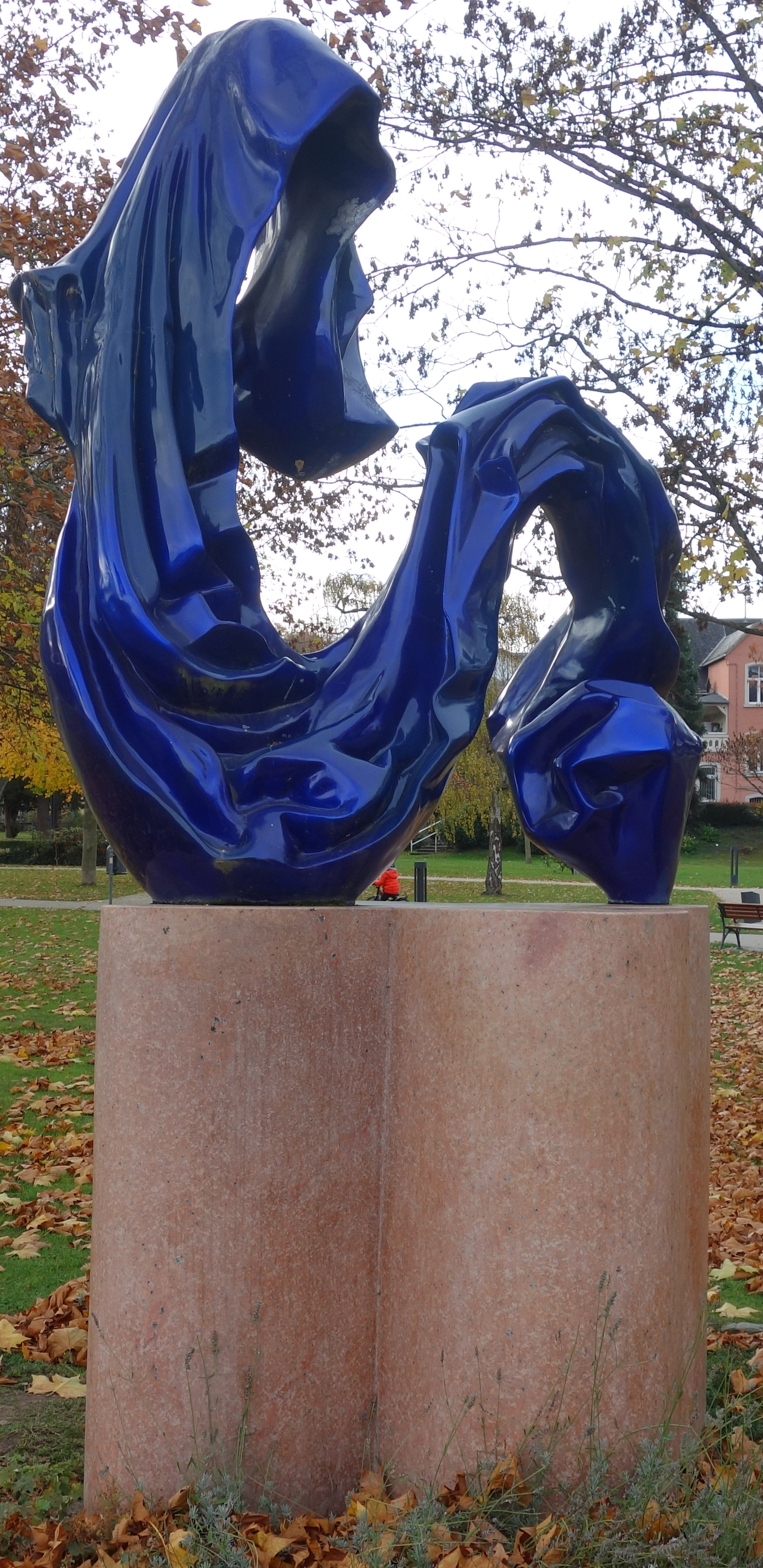
Tuch der Hl. Maria (2012), Bronzeguss/Granit, v. Iskender Yediler
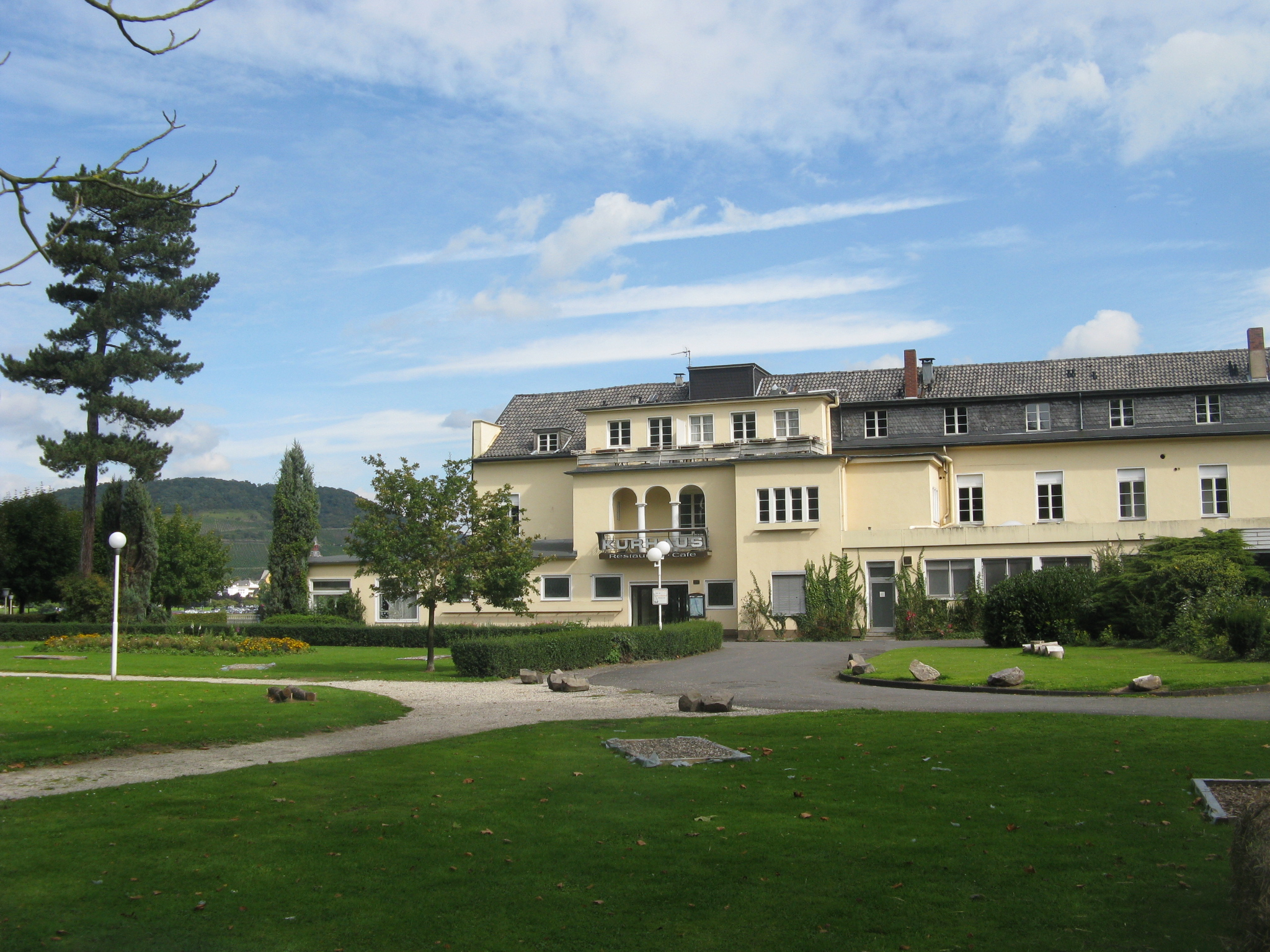
Kurhaus Bad Breisig vor seinem Abriss
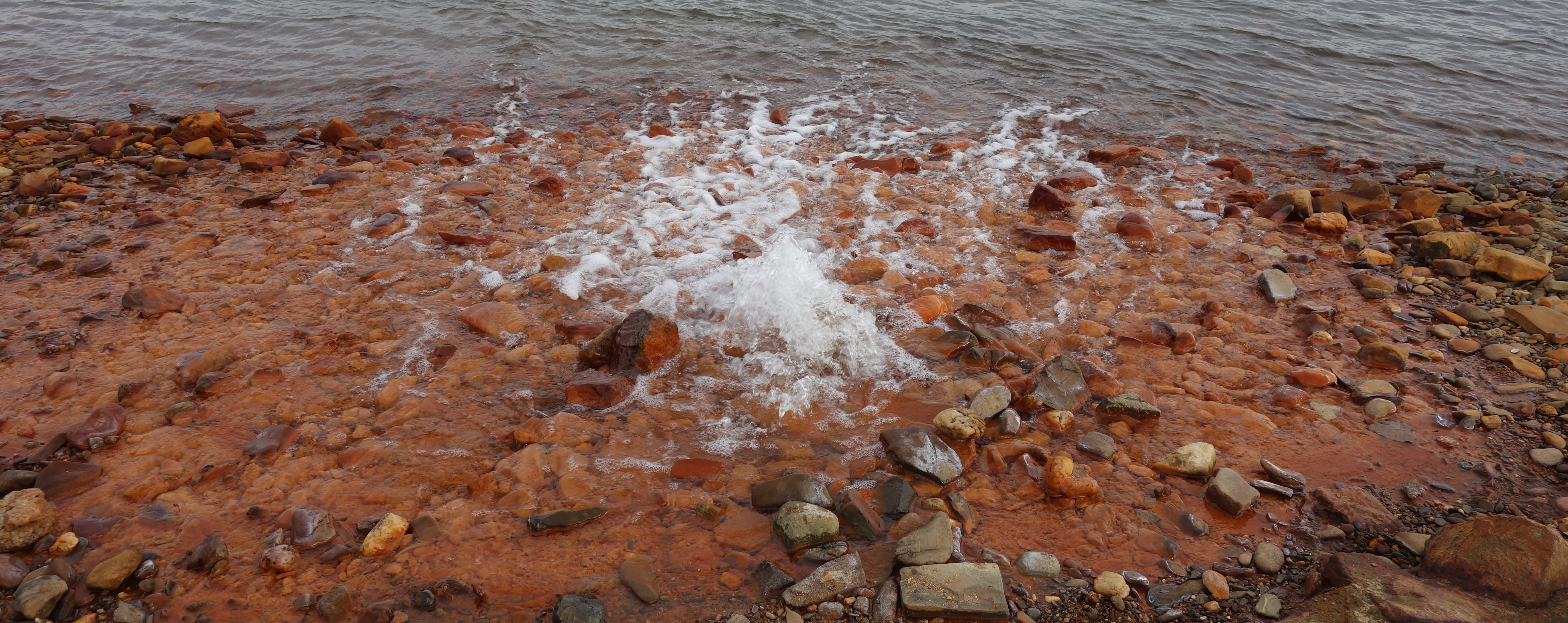
Thermalwasserquelle am Rheinufer

### Regelmäßige Veranstaltungen
Die folgenden Feste finden alljährlich in Bad Breisig statt:
- Karnevalsumzug (Karnevalsgesellschaft von 1892) alle zwei Jahre
- Brunnenfest (von Christi Himmelfahrt bis zum darauffolgenden Sonntag): Verkaufsoffener Sonntag, Antiquitätenmarkt, Livemusik, Krönung der Brunnenkönigin
- Kulinarische Woche (zweite Julihälfte, seit 1974): Spezielle Angebote der Restaurants mit Spezialitäten aus verschiedenen Ländern und Veranstaltungen im Kurpark
- Zwiebelsmarkt Zwibbelsmaat (um den 14. September, Fest der Kreuzerhöhung): Wallfahrt zur Kreuzreliquie, verkaufsoffener Sonntag, Trödelmarkt und Markt für Lebensmittel und Blumenzwiebeln, Kleidung und Haushaltsgegenstände, Volksfest mit Fahrgeschäften in mittelalterlicher Tradition der freien Marktrechte der Stadt
- Weihnachtsmarkt am zweiten Adventswochenende (lokale Werbeträger)

## Verkehr

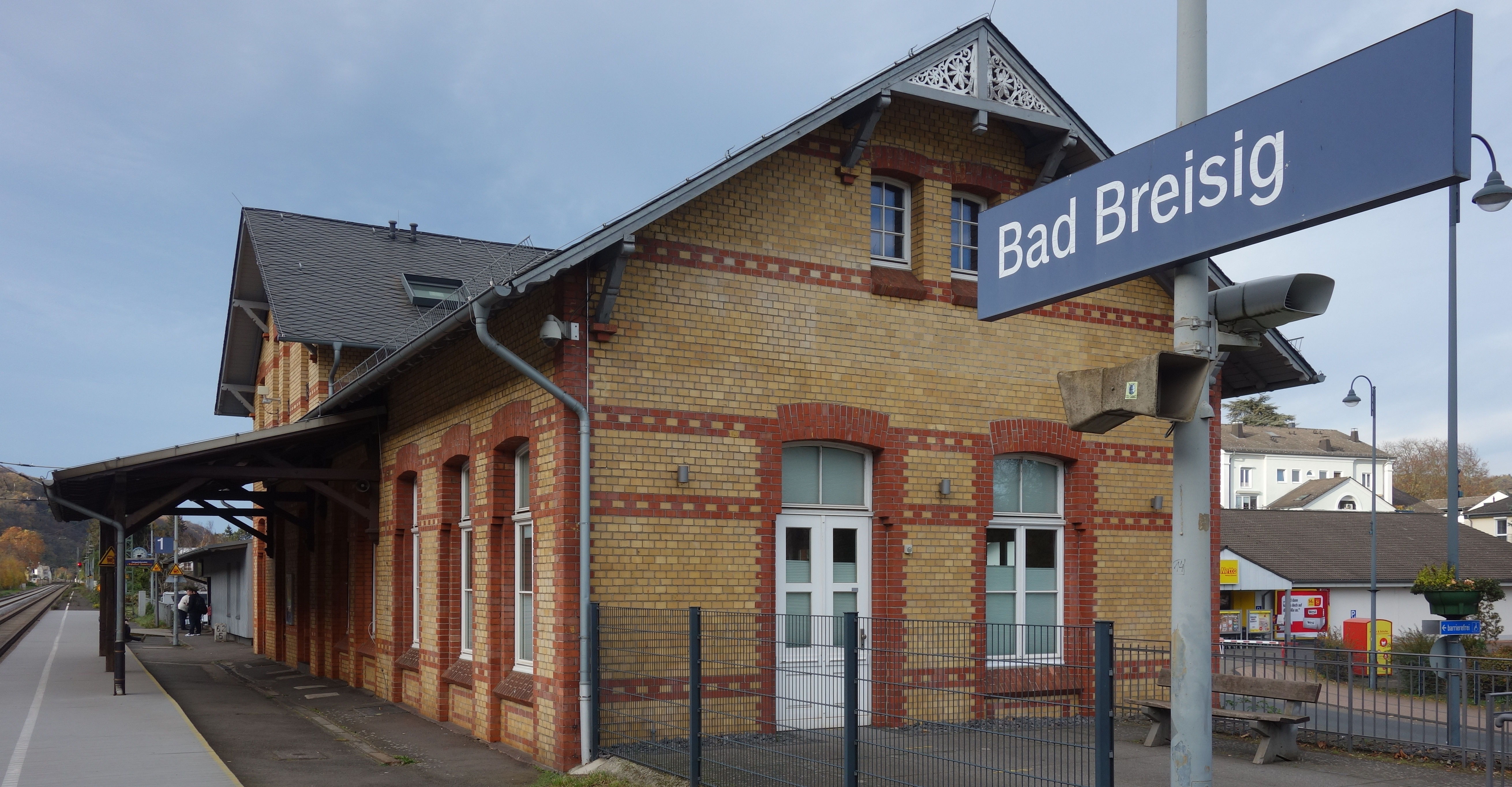
Bahnhof

Bad Breisig liegt an der linken Rheinstrecke und wird jeweils im Stunden-Takt vom Rhein-Express (RE 5) und von der Mittelrheinbahn (RB 26) bedient.
| Linie      | Verlauf | Takt   |
| ---------- | --- | ------ |
| RE 5 (RRX) | Rhein-Express: Wesel – Friedrichsfeld (Niederrhein) (zweistdl.) – Voerde (Niederrhein) – Dinslaken – Oberhausen-Holten (zweistdl.) – Oberhausen-Sterkrade – Oberhausen Hbf – Duisburg Hbf – Düsseldorf Flughafen – Düsseldorf Hbf – Düsseldorf-Benrath – Leverkusen Mitte – Köln-Mülheim – Köln Messe/Deutz – Köln Hbf – Köln Süd – Brühl – Bonn Hbf – Bonn UN Campus – Bonn-Bad Godesberg – Oberwinter – Remagen – Sinzig (Rhein) – Bad Breisig – Andernach – Koblenz Stadtmitte – Koblenz Hbf Stand: Fahrplanwechsel Dezember 2023 | 60 min |
| RB 26      | MittelrheinBahn: (Köln/Bonn Flughafen –) (nur im Nachtverkehr) Köln Messe/Deutz – Köln Hbf – Köln West – Köln Süd – Hürth-Kalscheuren – Brühl – Sechtem – Roisdorf – Bonn Hbf – Bonn UN Campus – Bonn-Bad Godesberg – Bonn-Mehlem – Rolandseck – Oberwinter – Remagen – Sinzig (Rhein) – Bad Breisig – Brohl – Namedy – Andernach – Weißenthurm – Mülheim-Kärlich – Koblenz-Lützel – Koblenz Stadtmitte – Koblenz Hbf – Rhens – Spay – Boppard Hbf – Boppard-Bad Salzig – Boppard-Hirzenach – Sankt Goar – Oberwesel – Bacharach – Niederheimbach – Trechtingshausen – Bingen (Rhein) Hbf – Bingen (Rhein) Stadt – Bingen-Gaulsheim – Gau Algesheim – Ingelheim – Heidesheim (Rheinhessen) – Uhlerborn – Budenheim – Mainz-Mombach – Mainz Hbf Stand: Fahrplanwechsel Dezember 2021 | 60 min |

- Die Bundesstraße 9 führt durch Bad Breisig.
- Schiffsanleger der Köln-Düsseldorfer für Ausflugsschiffe auf dem Rhein[28]
- Autofähre nach Bad Hönningen[29]
- Durch den Ort führt der Rheinradweg. Als Kuriosum werden Radfahrer gebeten, abzusteigen – jedoch nur auf dem Teil, der von Fußgängern und Radfahrern gemeinsam genutzt wird.

## Persönlichkeiten
In Bad Breisig geboren
- Beate Berger (1886–1940), Leiterin des jüdischen Kinderheims Beith Ahawah in Berlin und Haifa
- Felix von Bethmann Hollweg (1824–1900), preußischer Politiker, geboren auf Burg Rheineck

Mit Bad Breisig verbunden
- Karl Schapper (1879–1941), katholischer Widerstandskämpfer gegen den Nationalsozialismus, lebte ab 1925 auf dem Idyllenhof in Niederbreisig. Dort unterhielt er Kontakte zur bürgerlichen Opposition gegen Hitler, wurde 1939 infolge einer Denunziation verhaftet und 1941 in Plötzensee enthauptet.[30]
- Max Barthel (1893–1975), Arbeiterdichter, lebte 1948 bis 1969 in Bad Breisig.
- Gerhard Steffens (1927–1998), Politiker der CDU und Landtagsabgeordneter
- Kai Krause (* 1957), Musiker und Software-Pionier, lebt auf Burg Rheineck.
- Harald Meurer (* 1959), Internetunternehmer, ist in Bad Breisig aufgewachsen.[31]
- Klaus Badelt (* 1967), auf Fernseh- und Filmmusik spezialisierter Komponist, war 1989 Mitgründer der concept-computer GmbH in Bad Breisig.
- Oliver Krüger (* 1973), Religionswissenschaftler und Soziologie, ist in Bad Breisig aufgewachsen.
- Bernd Daberkow, Vorstandsvorsitzender und Musikalischer Leiter der Guggenmusik Blechlawin’ 1999 e. V. Erster Deutscher Meister der Guggenmusik.[32]
- Nizar (* 1984), deutscher Komiker und Podcaster, ist in Bad Breisig aufgewachsen
- Julian Schmitz-Avila (* 1986), deutscher Kunst- und Antiquitätenhändler, betreibt einen Antiquitätenhandel in Bad Breisig
- Ricarda Funk (* 1992), Kanutin und Olympiasiegerin, ist in Bad Breisig aufgewachsen